# Zonă urbană

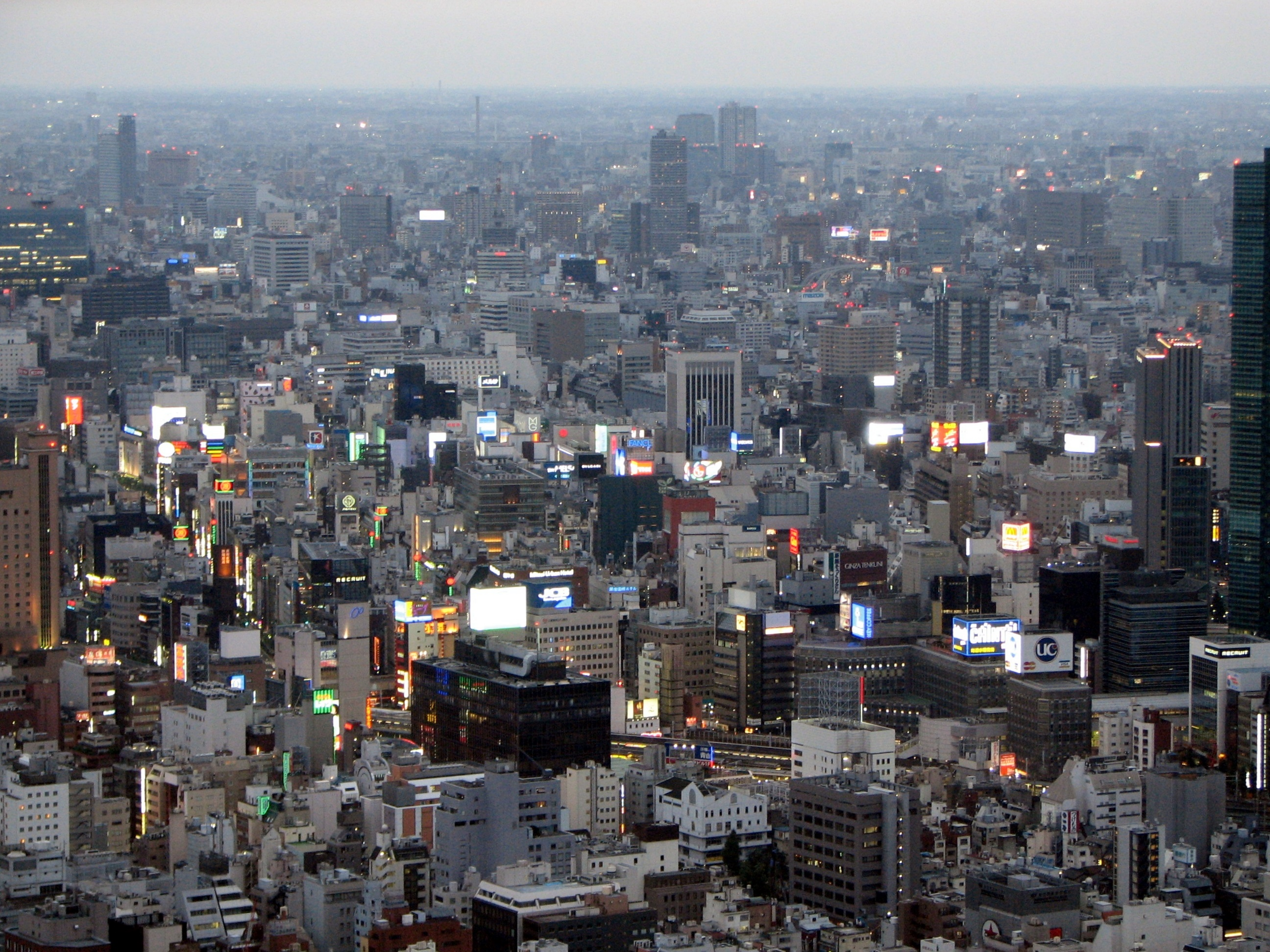
Greater Tokyo Area, cea mai mare arie urbană din lume, având aproximativ 35 de milioane de locuitori.

Ariile urbane cu mai mult de un milion de locuitori în 2006. În 1800, 3% din populația globului trăia la oraș, o cifră care a crescut la 47% până la sfârșitul secolului XX.

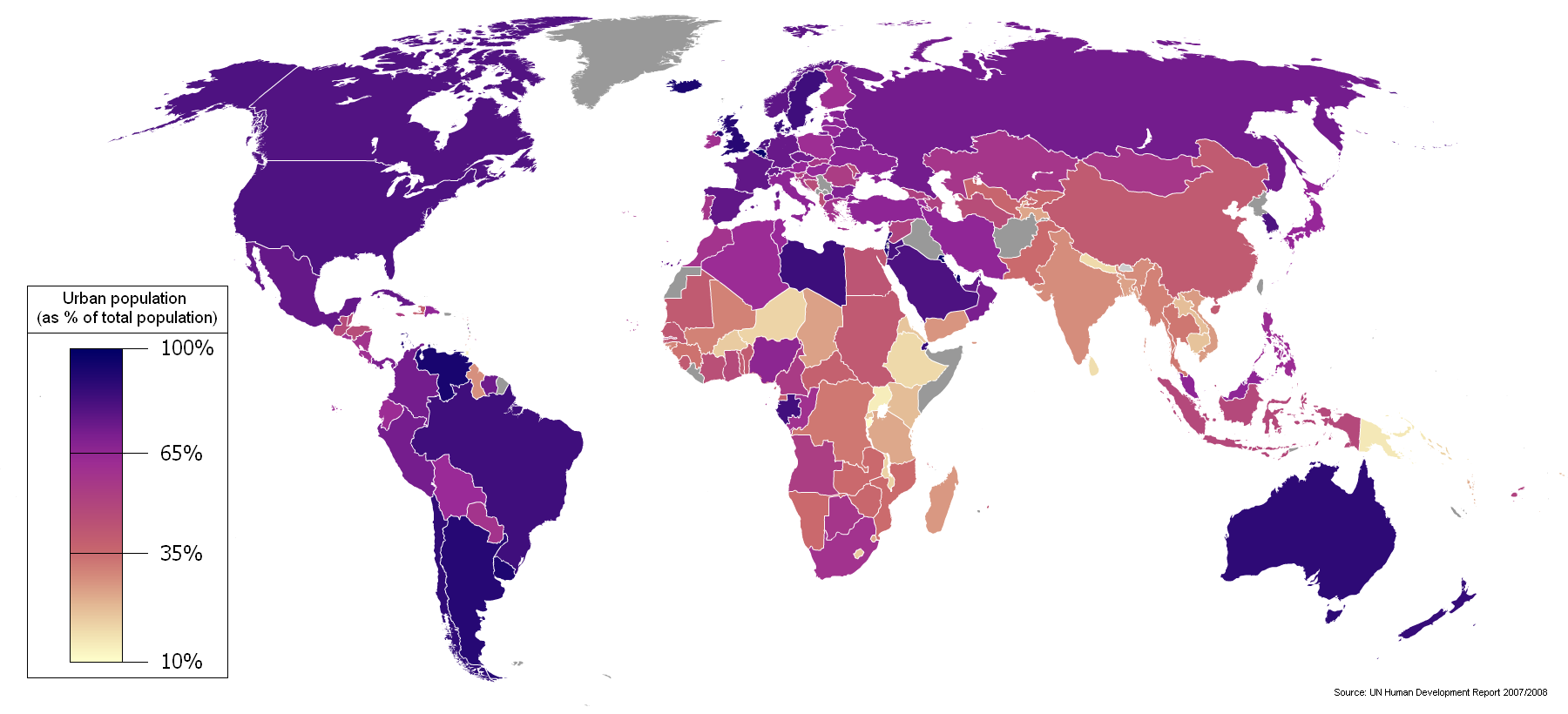
Harta lumii care indică procentul populaţiei care trăieşte în mediul urban.

O zonă urbană este o zonă caracterizată printr-o densitate mare a populației, în comparație cu zonele înconjurătoare. Zonele urbane pot fi orașe, orășele sau conurbații, dar termenul nu se extinde și la așezările rurale cum ar fi satele și cătunele.
Zonele urbane sunt create și dezvoltate de progresul de urbanizare. Măsurarea gradului unei zone urbane ajută în analizarea densității populației, a expansiunii urbane și în determinarea populațiilor urbane și rurale (Cubillas 2007). 
Spre deosebire de o zonă urbană, o zonă metropolitană include nu numai mediul urban ci și orașele satelit și intervențiile funciare rurale, care sunt conectate socio-economic la orașul urban de bază, de obicei, prin legături de muncă prin navetă, cu orașul nucleu, fiind primarul pieței forței de muncă. De fapt, zonele urbanizate aglomerate cresc ca și populația de bază / centru de activitate economică într-o zonă metropolitană mai mare sau un plic.